# Oblast' di Charkiv
L'oblast' di Charkiv (in ucraino Харківська область?, Charkivs'ka oblast'), anche denominato Charkivščyna (Харківщина?) è una delle 24 oblast' dell'Ucraina, con capoluogo Charkiv.

## Amministrazione
Dal 18 luglio 2020 l'oblast' è suddivisa amministrativamente in 7 distretti:
- Bohoduchiv
- Charkiv
- Čuhuïv
- Izjum
- Krasnohrad
- Kup"jans'k
- Lozova

I dati che seguono mostrano il numero di ogni tipo di suddivisione amministrativa:
- Distretti: 7
- Città: 17
- Insediamenti rurali: 61
- Villaggi: 1 683

### Situazione antecedente il 2020
Prima della riforma amministrativa del 2020, nell'oblast' si trovavano:
- Distretti: 27
- Città: 17
- Insediamenti rurali: 61
- Villaggi: 1 683

## Città
Le principali città in ordine alfabetico dell'oblast' sono:
- Balaklija
- Barvinkove
- Bohoduchiv
- Charkiv
- Čuhuïv
- Derhači
- Izjum
- Krasnohrad
- Kup"jans'k
- Lozova
- Ljubotyn
- Merefa
- Pervomajs'kyj
- Pivdenne
- Valky
- Vovčans'k
- Zmiïv